# 女物狂
『女物狂』（おんなものぐるい、沖縄語：ヲゥンナムヌグルイ）は、組踊の一つで、玉城朝薫によって創作されたとされる作品である。
別名『人盗人（ひとぬすびと）』とも呼ばれ、子どもをさらわれた母親の悲しみと再会を描いた抒情的かつ教訓的な物語である。
1700年代に初演され、尚温王の冊封の祝宴にて上演された記録がある。

## あらすじ
主人公である少年亀松は、人形や歌で巧みに気を引いた人盗人（ひとぬすびと）によって誘拐され、脅されながら連れ去られる。
その途中、一夜の宿を求めて立ち寄った寺において、亀松は機転を利かせて座主（寺の住職）に助けを求める。座主と小僧たちは偽の御触書を用いて人盗人を脅し、追い払うことに成功する。
一方、子を失った母親は精神に異常をきたし、各地をさまよいながら子を捜していた。寺にたどり着いた母は、童子たちにからかわれながらも事情を訴える。これを聞いた座主は、保護していた亀松と母親を引き合わせ、感動的な親子の再会が果たされる。